# Malawa
Malawa, o anche Mallaoua, è un comune rurale del Niger facente parte del dipartimento di Magaria nella regione di Zinder.